# Ariarathes V của Cappadocia
Ariarathes V Eusebes Philopator (tiếng Hy Lạp cổ: Ἀριαράθης Εὐσεβής Φιλοπάτωρ, Ariaráthēs Eusebḗs Philopátōr; trị vì 163-130 TCN hoặc 126 TCN) là con trai của vua Ariarathes IV. Trước đó ông có tên gọi là Mithridates, ông đã trị vì 33 năm, từ năm 163-130 trước Công nguyên, và là vua của Cappadocia. Ông đã tỏ ra xuất chúng nhờ vào danh tiếng của mình cùng với sự trau dồi của ông về triết học và nghệ thuật tự do.

## Thời niên thiếu
Ariarathes V có gốc gác hỗn hợp Hy Lạp và Ba Tư, mặc dù ông gần như là người Hy Lạp theo huyết thống. Ông là con trai của Ariarathes IV của Cappadoci, người mang một nửa dòng máu Hy Lạp-Macedonia  và Ba Tư với vị hôn phu Antiochis của ông ta, vốn là con gái của vua Seleukos, Antiochos III  thuộc triều đại Seleukos gốc Hy Lạp-Macedonia .Theo Livy, ông được học tại Roma, nhưng thông tin này có lẽ thuộc về một Ariarathes khác, trong khi Ariarathes Eusebes có thể được giáo dục và dành thời thiếu niên của ông ở Athens, nơi ông dường như đã trở thành một người bạn của vị vua tương lai Attalos II. 

## Cai trị
Trong một hậu quả của một sự từ chối- theo mong muốn của người La Mã- một cuộc hôn nhân với em gái của vua Demetrius I Soter, người sau đó tiến hành chiến tranh với ông, và ủng hộ Orophernes, một trong những người con trai giả mạo của vị vua trước, như là một kẻ tranh đoạt ngôi vị. Ariarathes đã bị mất vương quốc của mình, và chạy trốn đến Roma khoảng năm 158 trước Công nguyên. Ông đã được khôi phục bởi những người La Mã, tuy nhiên, họ đã cho phép Orophernes cai trị cùng với ông, điều này được ghi lại rõ ràng bởi Appian, và ngụ ý của Polybius. Tuy nhiên, sự đồng cai trị đã không kéo dài; ngay sau đó Ariarathes đã là vị vua duy nhất còn lại. Năm 154 trước Công nguyên, Ariarathes giúp vua Pergamum Attalus II trong cuộc chiến tranh của ông ta chống lại Prusias II của Bithynia, và phái con trai ông Demetrios chỉ huy lực lượng của mình. Ông đã mất năm 130 trước Công nguyên, trong cuộc chiến của người La Mã chống lại Aristonicus của Pergamum. Đổi lại cho sự trợ giúp của ông cho người La Mã vào dịp đó, Lycaonia và Cilicia được thêm vào lãnh địa của vương quốc ông. Cùng với Nysa, vợ ông (có thể là con gái của vua Pharnaces I của Pontus) ông đã có sáu người con, nhưng tất cả, ngoại trừ một, đã bị giết bởi người mẹ của mình, và điều này giúp cho bà ta có thể có được vương quốc. Sau đó bà ta bị giết chết bởi người dân vì sự tàn ác của chính mình, cuối cùng người con trai còn sống đã lên kế vị ngai vàng là Ariarathes VI.
Ariarathes là một người vô cùng yêu thích nền văn hóa Hy Lạp, ông được vinh danh là công dân của Athens, ông cũng đã xây dựng lại hai thị trấn ở Cappadocia là Mazaca và Tyana với tên Hy Lạp là Eusebia.